# Drosophila vinnula
Drosophila vinnula är en tvåvingeart som beskrevs av Elmo Hardy 1965.
Drosophila vinnula ingår i släktet Drosophila och familjen daggflugor. Artens utbredningsområde är Hawaii.